# Немецкая революция (1917—1923)
«Немецкая революция, 1917—1923» (фр. Révolution en Allemagne, 1917—1923) — однотомная история немецкой революции, написанная французским профессором Пьером Бруэ. Была опубликована в 1971 году.

## Издания и переводы
- Broué P. Révolution en Allemagne, 1917—1923. — Paris: Les Éditions de Minuit, 1971. — 988 p. — (Arguments, 50). — ISBN 9782707301673. — ISBN 2707301671.
- Broué P. Rivoluzione in Germania, 1917—1923 / Sergio Caprioglio, Donata Usiglio. — Torino: Einaudi, 1977. — 884 p. — (Biblioteca di cultura storica, 132). — ISBN 9788806094317. — ISBN 8806094319.
- Broué P. The German Revolution, 1917—1923 / John Archer, Ian Birchall, Brian Pearce. — Haymarket Books, 2006. — 991 p. — (Historical materialism book series, ISSN 1570-1522, Vol. 5). — ISBN 9781931859325. — ISBN 1931859329.